# Chlorophylle b
La chlorophylle b est une forme de chlorophylle de couleur vert olive qui absorbe essentiellement la lumière bleue et qui est davantage soluble en milieu aqueux que la chlorophylle a en raison de la présence d'un groupement carbonyle dans sa structure.
La chlorophylle b n'est pas un donneur d'électrons initial dans la chaîne photosynthétique mais accroît le rendement énergétique de la photosynthèse en augmentant la quantité d'énergie lumineuse absorbée par les plantes et autres organismes photosynthétiques. Son spectre d'absorption est en effet décalé par rapport à celui de la chlorophylle a, de sorte que ces deux chlorophylles se complètent :

Spectres d'absorption des chlorophylles b et a.

Chez les plantes terrestres, la chlorophylle b se trouve essentiellement autour du photosystème II ; on a ainsi observé un rapport plus élevé de photosystème II par rapport au photosystème I dans les chloroplastes ayant subi une adaptation à la pénombre, ce qui offre un ratio accru de chlorophylle b par rapport à la chlorophylle a et permet donc d'absorber davantage d'énergie dans la pénombre, puisque les chloroplastes situés face au soleil ont proportionnellement moins de chlorophylle b.